# Turbina de gas

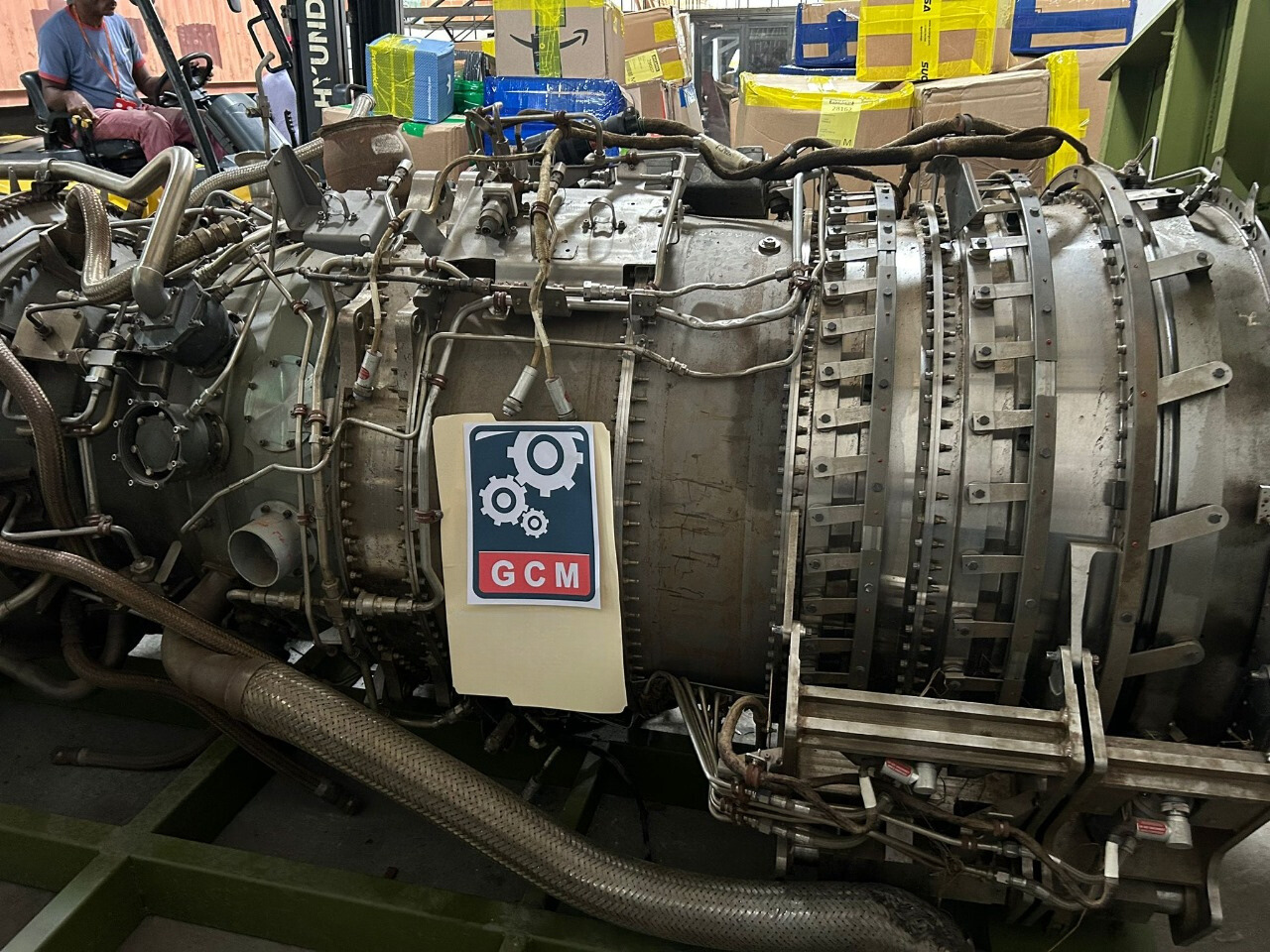
Turbina de gas Pratt & Whitney FT8

Esquema de una turbina de gas.

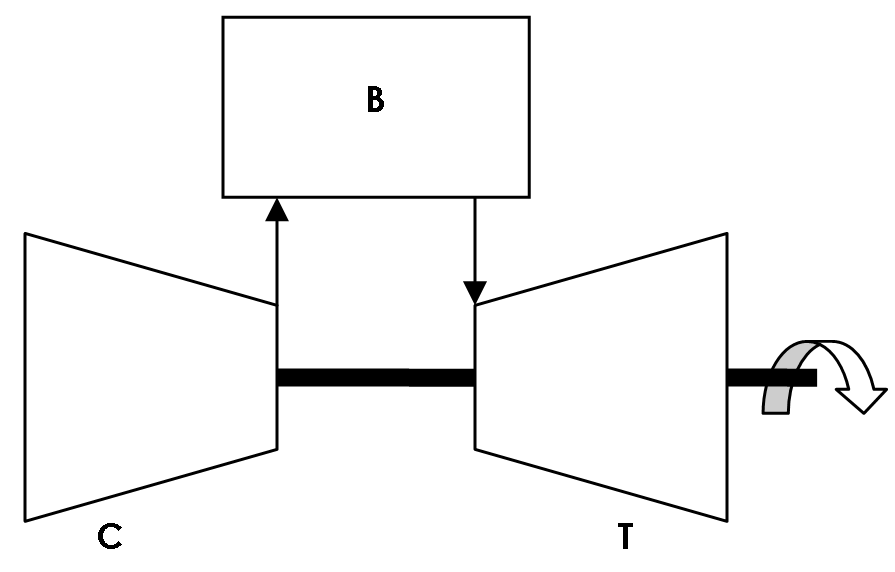
Esquema de un ciclo Brayton. C representa al compresor, B al quemador y T a la turbina.

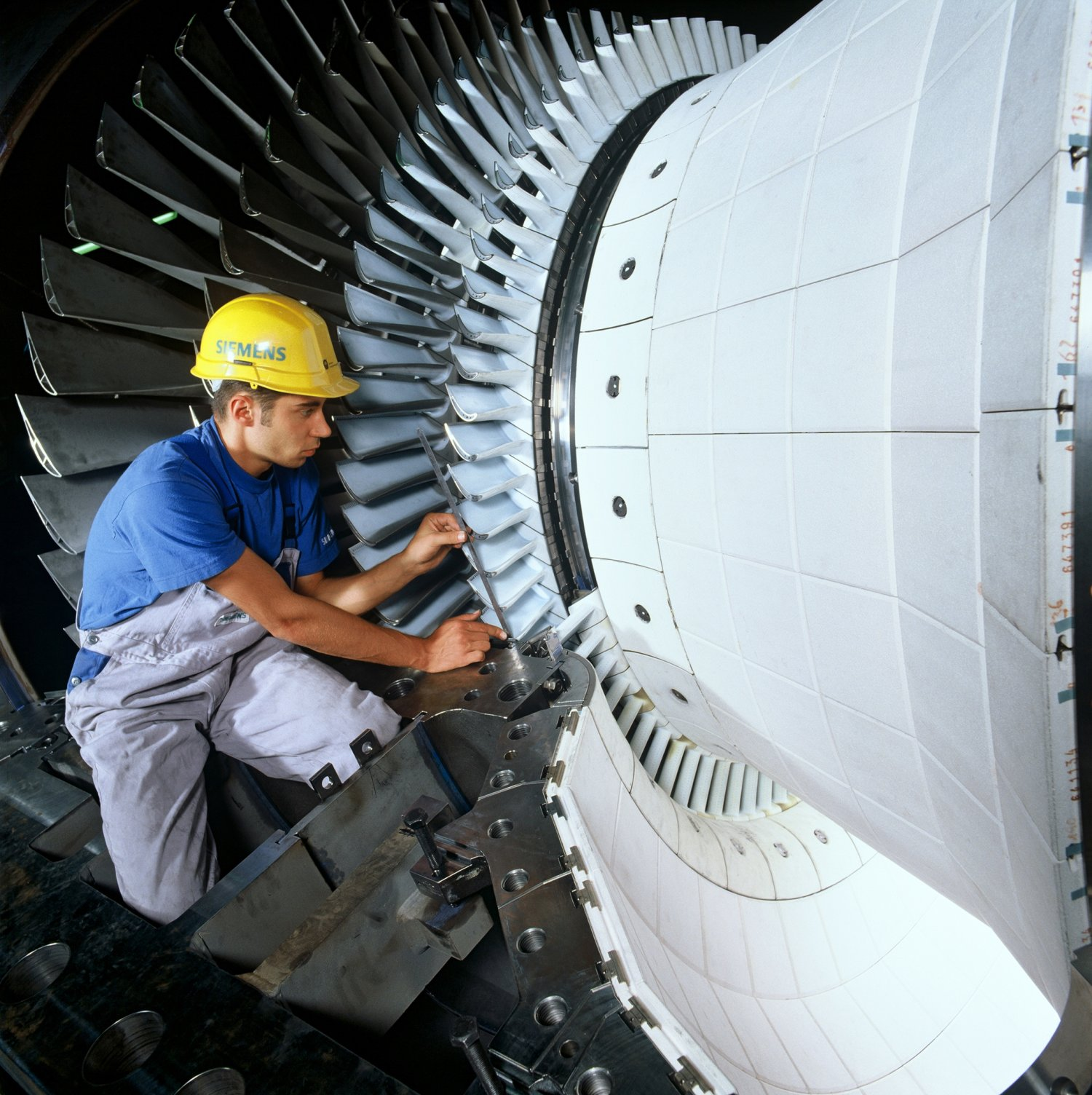
Montaje de una turbina de gas.

Una turbina de gas es una turbomáquina motora cuyo fluido de trabajo es un gas. Como la compresibilidad de los gases no puede ser despreciada, las turbinas de gas son turbomáquinas térmicas. Comúnmente se habla de las turbinas de gas por separado de las turbinas ya que, aunque funcionan con sustancias en estado gaseoso, sus características de diseño son diferentes, y, cuando en estos términos se habla de gases, no se espera un posible cambio de fase, en cambio cuando se habla de vapores sí. 
Las turbinas de gas son usadas en los ciclos de potencia como el ciclo Brayton y en algunos ciclos de refrigeración. Es común en el lenguaje cotidiano referirse a los motores de los aviones como turbinas, pero esto es un error conceptual, ya que estos son turborreactores los cuales son máquinas que, entre otras cosas, contienen una turbina de gas.
La operación básica de la turbina de gas es similar a la máquina de vapor, excepto que en lugar de agua se usa el aire. El aire fresco de la atmósfera fluye a través de un compresor que lo eleva a una alta presión. Luego se añade energía dispersando combustible en el mismo y quemándolo de modo que la combustión genera un flujo de alta temperatura. Este gas de alta temperatura y presión entra a una turbina, donde se expande disminuyendo la presión de salida, produciendo el movimiento del eje durante el proceso. El trabajo de este eje de la turbina es mover el compresor y otros dispositivos como generadores eléctricos que pueden estar acoplados. La energía que no se usa para el trabajo sale en forma de gases, por lo cual tendrán o una alta temperatura o una alta velocidad. El propósito de la turbina determina el diseño que maximiza esta forma de energía. Las turbinas de gas se usan para dar potencia a aeronaves, trenes, barcos, generadores eléctricos, e incluso carros de combate como el M1 Abrams.

## Análisis termodinámico
Durante el paso del fluido de trabajo a través de una turbina de gas el primero le entrega energía a la segunda, y durante este proceso el fluido se expande y disminuye su temperatura. Se puede hacer un análisis termodinámico de este proceso haciendo un balance de energía:

{\displaystyle u_{e}+p_{e}v_{e}+gz_{e}+{\frac {{c_{e}}^{2}}{2}}+q=W+u_{s}+p_{s}v_{s}+gz_{s}+{\frac {{c_{s}}^{2}}{2}}}

Esta ecuación es la primera ley de la termodinámica en propiedades específicas, pero a diferencia de otras nomenclaturas el trabajo {\displaystyle W} es considerado positivo si sale del volumen de control, el cual en este caso contiene al fluido en su paso a través de la turbina; {\displaystyle c} es la velocidad, {\displaystyle u} es la energía interna, {\displaystyle p} es la presión, {\displaystyle z} es la altura, {\displaystyle q} es el calor transferido por unidad de masa y {\displaystyle v} es el volumen específico. Los subíndices {\displaystyle s} se refieren a la salida y {\displaystyle e} se refieren a la entrada. Para simplificar el análisis se hacen las siguientes consideraciones:
- Considérese este proceso como adiabático.

{\displaystyle q=0}
- El cambio de energía potencial (gravitatoria) es despreciable debido a la baja densidad de los gases.

{\displaystyle gz_{e}-gz_{s}=0}
Entonces de la primera ley de la termodinámica se puede deducir la expresión para obtener el trabajo específico en función de las propiedades de entrada y salida de la turbina del fluido de trabajo:

{\displaystyle L=(h_{e}-h_{s})+({\frac {{c_{e}}^{2}}{2}}-{\frac {{c_{s}}^{2}}{2}})}

El término {\displaystyle h} es la entalpía la cual se define como {\displaystyle h=u+pv}.

## Causas del éxito de las turbinas de gas
En los últimos años se han eliminado muchas centrales de vapor destinadas a la producción de energía eléctrica y se han reemplazado por turbinas de gas o por ciclos combinados. La causa de este fenómeno es económica. Los rendimientos del ciclo Brayton son sensiblemente superiores a los del ciclo de Rankine de vapor de agua. La causa reside en el hecho de que el ciclo Brayton opera a temperaturas mayores que el Rankine

{\displaystyle W_{(}max)=Q{\frac {T-T_{0}}{T}}}

En esta ecuación Wmáx representa el trabajo teórico máximo que puede realizar un ciclo de potencia reversible que opera entre las temperaturas extremas T y T0, siendo T0 la temperatura del medio ambiente, intercambiando calor Q con el medio ambiente. Es evidente que cuanto mayor sea el valor de T tanto mayor será Wmáx.
Por otra parte, en el ciclo Brayton no hay intercambio de calor, porque a diferencia del ciclo Rankine de vapor, que es una máquina de combustión externa, el de la turbina de gas es una máquina de combustión interna y no hay intercambio de calor entre los gases calientes de la combustión y el fluido de trabajo. El único intercambio de calor ocurre en el regenerador, pero esto es después de que el fluido de trabajo haya producido la mayor parte del trabajo útil en la turbina.
Puesto que constantemente se experimenta con nuevos revestimientos de turbina que permitirían operar con temperaturas aún mayores, es de esperar que la brecha que separa los rendimientos de ambos ciclos se agrande más en el futuro.